# Anopheles tibiamaculatus
Anopheles tibiamaculatus este o specie de țânțari din genul Anopheles. A fost descrisă pentru prima dată de Arthur Neiva în anul 1906. Conform Catalogue of Life specia Anopheles tibiamaculatus nu are subspecii cunoscute.